# سيدي إفني
سيدي إفني مدينة مغربية، وعاصمة إقليم سيدي إفني بجهة كلميم واد نون وسط المغرب. تبعد عن مدينة كلميم بـ 50 كلم، وتعتمد المدينة في إقتصادها على الصيد البحري والسياحة والفلاحة. وهي تضم 618 21 نسمة، حسب الإحصاء العام للسكان والسكنى لسنة 2014.

## اسم المدينة
أخذت سيدي إفني إسمها من ضريح سيدي علي إفني المتواجد بالمدينة، وقد كان يسميها الإسبان بسانتا كروز دي لمار بيكينيا.

## تاريخ

### الإستعمار الإسباني
في سنة 1860، بعد هزيمة المغرب في حرب تطوان، تم توقيع معاهدة واد راس في تطوان بين المغرب وإسبانيا، وحصلت بموجبها إسبانيا على العديد من الإمتيازات، كتوسيع مساحة سبتة ومليلية، وتفويت سيدي إفني إسبانيا. وقد صار التواجد الإسباني واقعاً بعد سنة 1934، عبر إتفاقية أمزدوغ التي وقعتها قبائل أيت باعمران مع السلطات الإسبانية.
خلال فترة الإستعمار الإسباني لسيدي إفني، عملت إسبانيا على بناء المدينة وأدخلت عليها طابعا إيبيريا متميزا، ويظهر ذلك في عدد من المباني الذي لازال أغلبها قائما بالمدينة (القنصلية، السينما، مبنى البلدية، المنارة) وجهزت إسبانيا مدينة سيدي إفني بعدد من المرافق العامة (مدارس، مستشفى، حدائق، حديقة الحيوانات) وأقامت بها ميناء ومطارا، مما جعل سيدي إفني مدينة فريدة بجنوب المغرب.

### استرجاع سيدي إفني (1969)
في سنة 1957، إندلعت إنتفاضة لعدة قبائل في منطقة سيدي إفني، إحتجاجاً على قرار السلطات الإسبانية تجنيس الساكنة وإلحاقهم قسراً بالدولة الإسبانية ابتداءً من سنة 1947، لا سيما وأن سيدي إفني قريبة من جزر الكناري الإسبانية. وتمكن المقاومون من السيطرة على مراكز الجيش الإسباني الواقعة خارج المدينة وفرض الحصار على المدينة في حرب سماها الإسبان بالحرب المنسية أو حرب إفني. وبعد إستمرار إنتفاضة قبائل أيت باعمران، أعلنت إسبانيا عن خروجها من المنطقة وأُعلن عن إسترجاع سيدي إفني في 30 يونيو 1969.
وقد قال الملك الراحل الحسن الثاني في خطابه عند زيارته لمدينة سيدي إفني في 18 ماي 1972: «أرجوكم أن تبلغوا تحياتنا إلى سكان الإقليم، وبهذه المناسبة أبلغ سكان المغرب قاطبة افتخاري واعتزازي وحمدي لله وتواضعي أمام جلاله لكونه أنعم علي بأن أكون ثاني الفاتحين لهذه البقعة». 
ولم يكن تحرير مدينة سيدي إفني إلا منطلقا لتقوية جهود المغرب في استعادة باقي أجزائه المحتلة. وهكذا تكللت هذه الأعمال المتواصلة بالمسيرة الخضراء في 6 نونبر 1975، وكانت مسيرة شعبية سلمية استقطبت آلاف المتطوعين. وهكذا، كان جلاء آخر جندي أجنبي عن الصحراء المغربية يوم 28 فبراير 1976، ورفرفت الراية المغربية خفاقة في سماء العيون إيذانا ببشرى انتهاء عهد الاحتلال الإسباني للصحراء المغربية، وإشراقة شمس الوحدة الترابية للمغرب، من الشمال إلى الجنوب، ومن طنجة إلى الكويرة.

### الزيارة الملكية (2007)
في 1 دجنبر 2007، حل الملك محمد السادس بمدينة سيدي إفني، وترأس الملك مراسيم التوقيع على إتفاقية التأهيل الحضري لسيدي إفني، وتتضمن هذه الإتفاقية إنجاز أشغال التهيئة الحضرية للمدينة، وتقوية شبكة الإنارة العمومية، وإنشاء وتقوية الطرق، وتهيئة الساحات والفضاءات الخضراء، وتقوية وتوسيع شبكة التطهير السائل، وإنجاز محطة لمعالجة المياه المستعملة، وأخرى للضخ، وإنجاز مرافق إجتماعية، وتهيئة فضاءات رياضية، وبناء وتجهيز مركب اجتماعي، وتهيئة مطرح للنفايات، وإعادة هيكلة الأحياء الناقصة التجهيز.

### إحتجاجات سيدي إفني (2008)
منذ سنة 2005، عرفت المدينة عدة إحتجاجات ذات مطالب إجتماعية بسبب طريقة تدبير الثروات المحلية، وغياب فرص الشغل، وتفشي البطالة، وإنعدام الخدمات الصحية وتهميش المنطقة. لكن هذه الإحتجاجات عرفت تطوراً خطيراً في يونيو 2008، أي بعد مرور ستة أشهر على الزيارة الملكية للمدينة، قام محتجون بحصار ميناء المدينة ومنع خروج أو دخول الشاحنات المحملة بالسمك، بسبب عدم الاستجابة لمطالبهم، وإختار المحتجون حصار الميناء لكونه يعتبر العصب الإقتصادي الذي يحرك المدينة، وبالتالي فتوقفه سبب في توقف كلي لإقتصاد المدينة وخسائر مادية كبيرة لأطنان السمك الذي بقي في الميناء بسبب الحصار، وهو الأمر الذي لم تتقبله السلطات المحلية آنذاك، فقامت القوات الأمنية بمحاصرة المدينة وفرض حظر تجول بجميع أحيائها، وشنت حملة إعتقالات واسعة للعديد من المعتصمين المتواجدين بالشارع العام والذين لم يستجيبوا لقرار الحظر. وقد إندلعت عدة مواجهات ومناوشات بين القوات الأمنية والسكان في مناطق متفرقة بالمدينة وخصوصا في كولومينا وبولعلام، استعملت فيها الحجارة والعصي والقنابل المسيلة للدموع ونتج عنها عدد من الجرحى في صفوف السكان والقوات الأمنية، كما هرب العديد من المحتجون للجبال المحيطة بالمدينة لتفادي الإعتقال.
في سنة 2009، تم الاستجابة لمطالب السكان وتم إحداث إقليم سيدي إفني لفك العزلة عن المنطقة وتحريك عجلة الاقتصاد وتوفير فرص الشغل ومحاربة البطالة والتهميش الذي عرفته المنطقة لسنوات عديدة.

### الجنسية الإسبانية

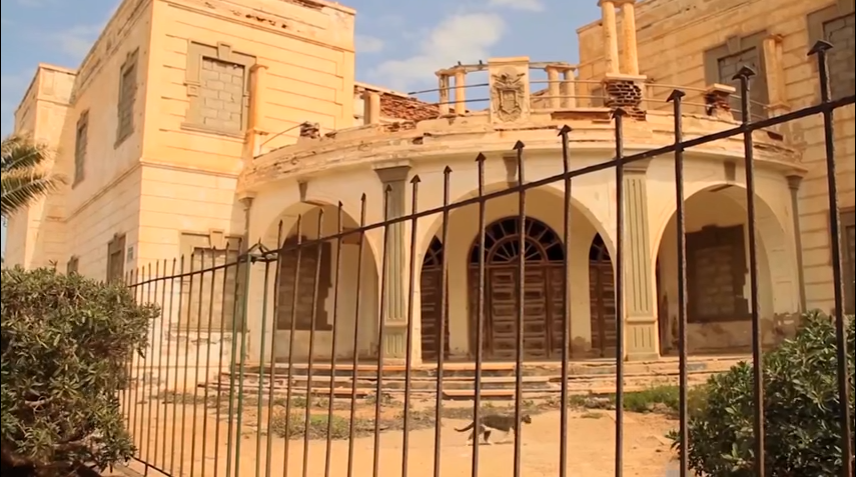
القنصلية الإسبانية في سيدي إفني

في سنة 2016، إقتحم مجموعة من شباب المدينة مقر القنصلية الإسبانية في سيدي إفني ورفعوا فوقه الأعلام الإسبانية، ولافتة باللغة الإسبانية للمطالبة بإسترجاع الجنسية الإسبانية. وقد تدخلت القوات الأمنية وتم إعتقالهم ومحاكمتهم. ويعود السبب وراء هذا الإحتجاج إلى مطلب هؤلاء الشباب بالحق في إسترجاع الجنسية الإسبانية، نظراً لكون القانون الإسباني يتيح منح الجنسية للمغاربة وأبنائهم وأحفادهم بالمنطقة، ممن عملوا في السابق مع مختلف الإدارات الإسبانية قبل دخول المغرب منطقة إفني وأيت باعمران، وهو الحق الذي يعطى أيضا بحكم الإرتباط التاريخي مع إسبانيا.

## الأحياء

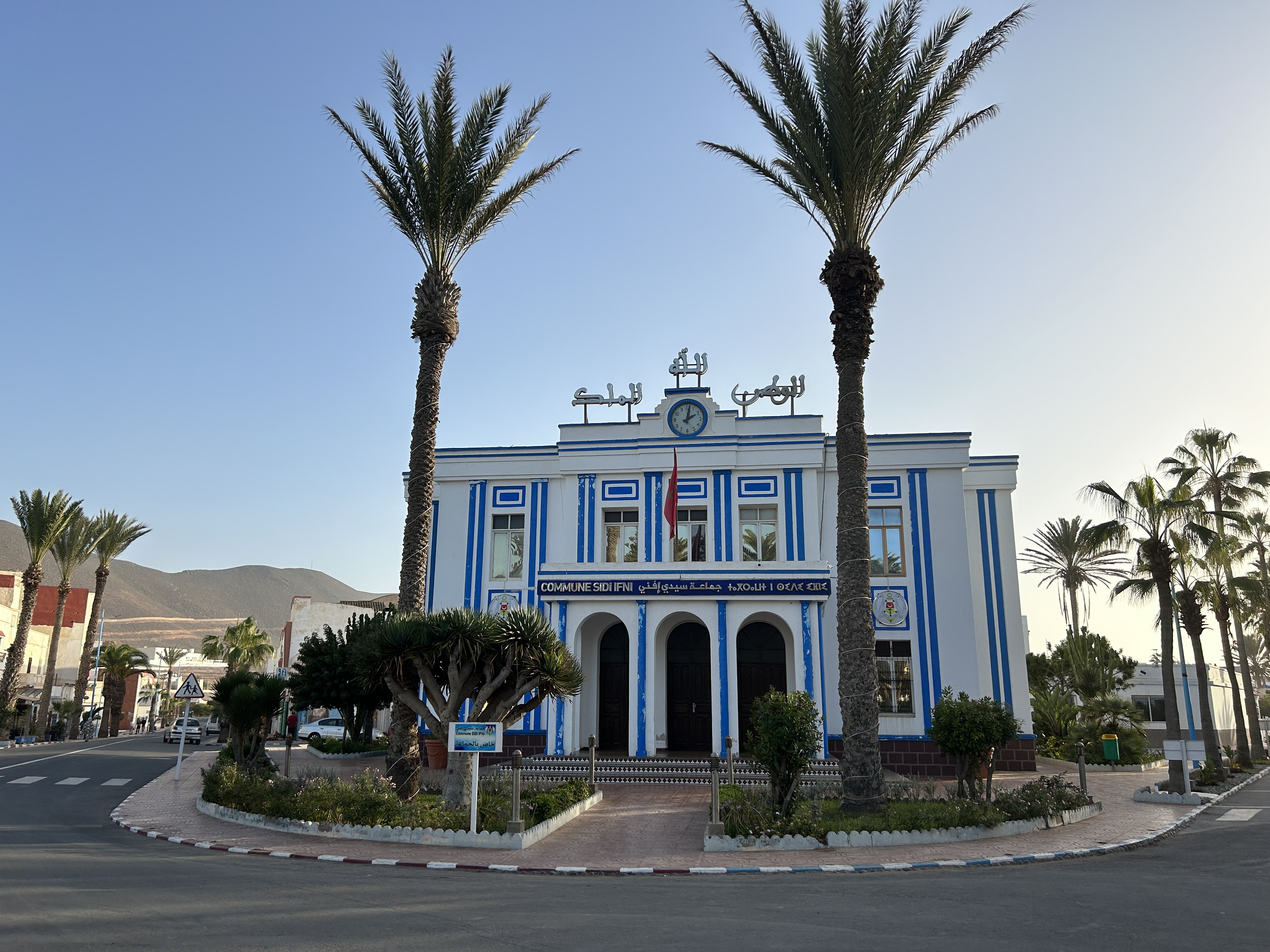
بلدية سيدي افني

قائمة أحياء مدينة سيدي إفني:
- حي أمزدوغ
- حي أبو الخطوط
- حي بولعلام
- حي الجوطية
- حي الودادية
- حي إدوفقير
- حي كولومينا
- حي المحيط
- حي البرابر

## التعليم
قائمة المؤسسات التعليمية في سيدي إفني:
| - التعليم الإبتدائي: - مدرسة العهد الجديد - مدرسة النهضة - مدرسة تمحروشت - مدرسة حليمة السعدية - مدرسة الفتح - مدرسة ابن طفيل - مدرسة الداخلة - مدرسة الشريف الإدريسي - مدرسة محمد كريم بن إبراهيم | - التعليم الإعدادي والثانوي: - إعدادية 30 يونيو - إعدادية الحسن الأول - ثانوية مولاي عبد الله - ثانوية مولاي إدريس | - المعاهد ومراكز التكوين: - مركز التأهيل المهني البحري - المعهد المتخصص للتكنولوجيا التطبيقية |

## المعالم التاريخية

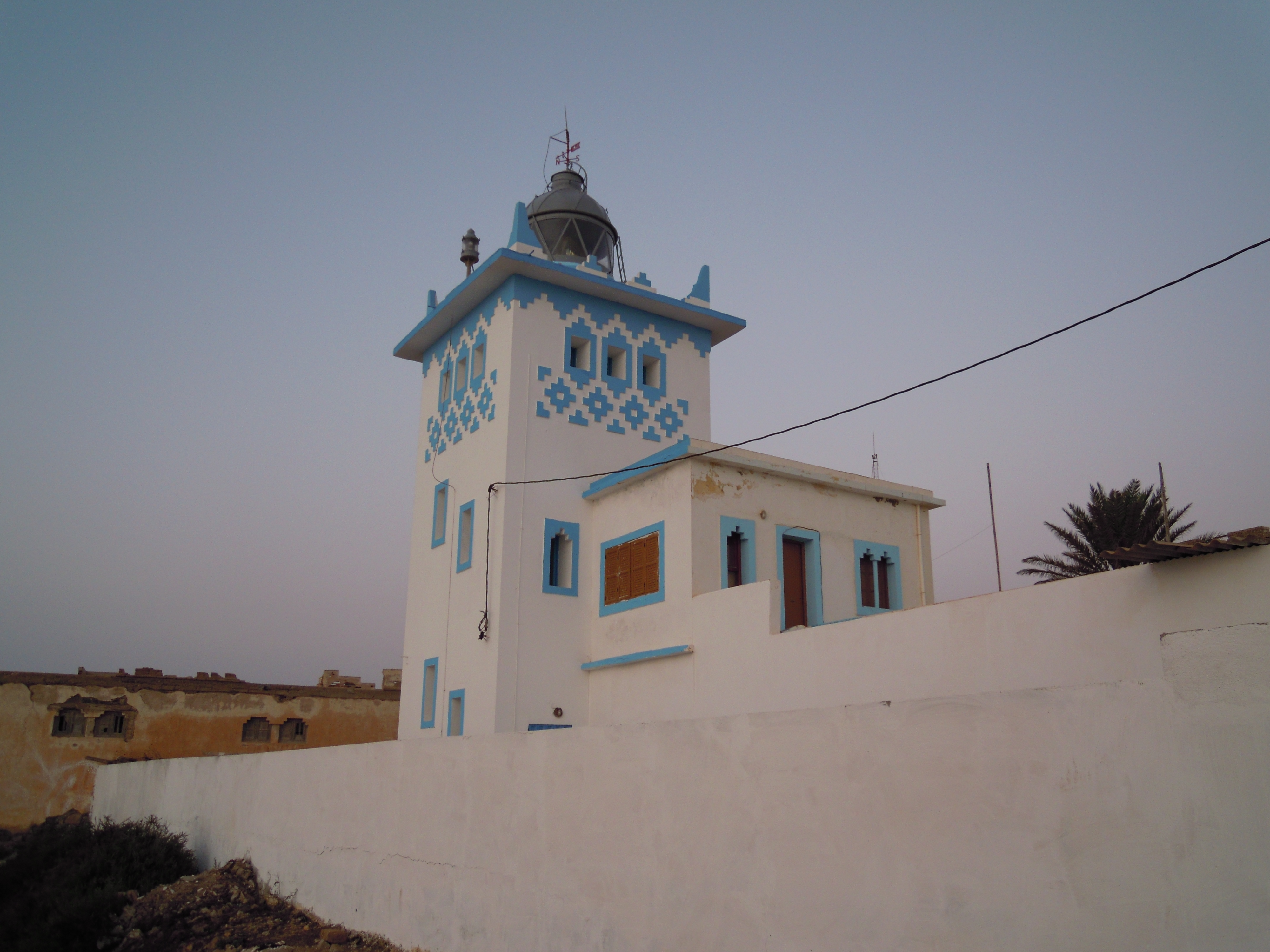
منارة سيدي إفني وتسمى محلياً بإسم الفارو

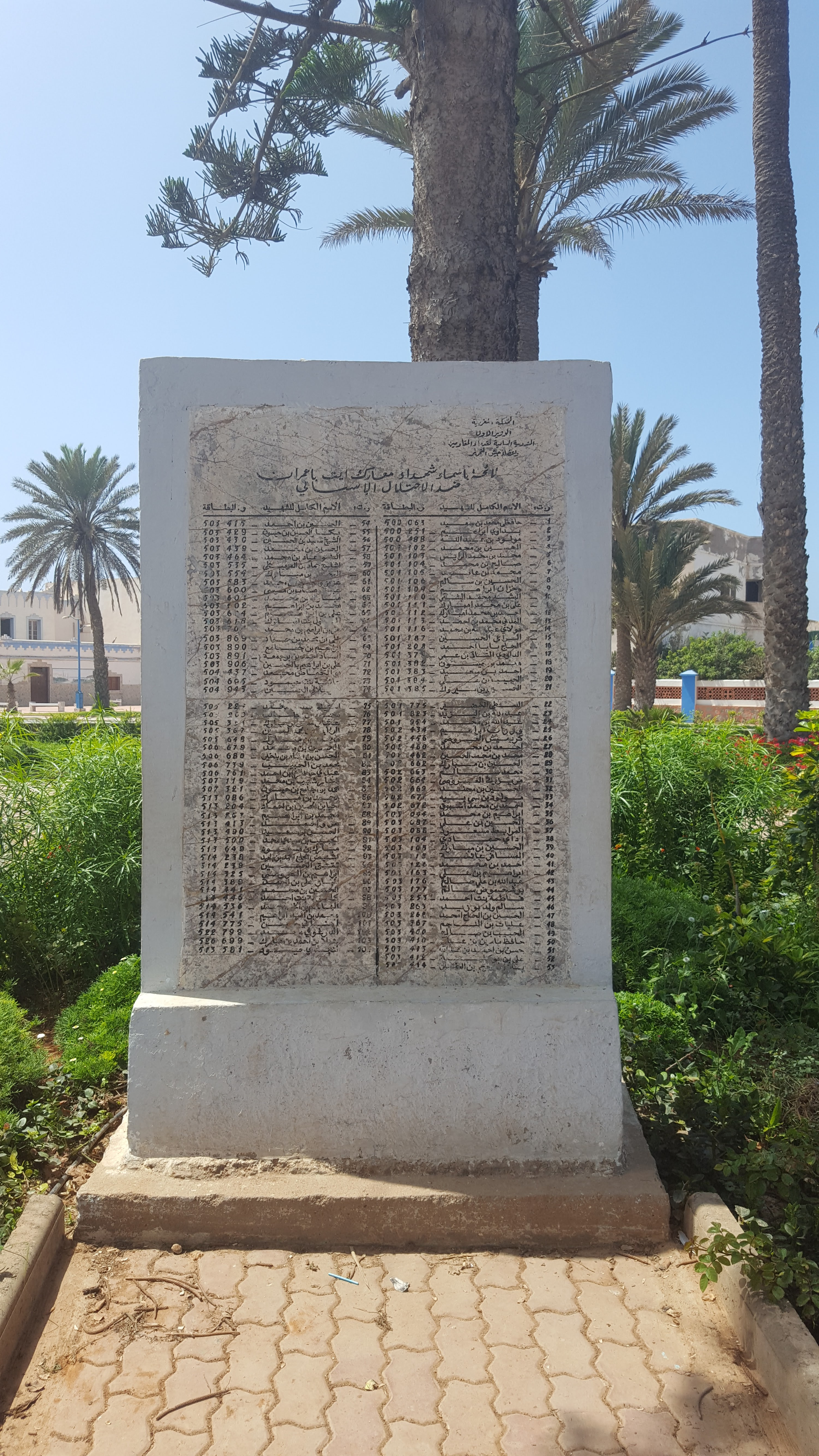
نصب تذكاري يضم لائحة بأسماء شهداء معارك أيت باعمران لتحرير سيدي إفني من الإحتلال الإسباني

أغلب المعالم التاريخية بمدينة سيدي إفني يعود تاريخها إلى فترة الإستعمار الإسباني للمدينة، وقد قامت إسبانيا ببنائها وأعطت لها طابعا معماريا إيبيريا، منها البناية التي كانت مخصصة لمقر القنصلية الإسبانية، والتي تسمى "الباكاضوريا"، إضافة إلى معالم أخرى مثل السينما ومبنى البلدية والكنيسة والمنارة والتلفريك. كما أن بعض هذه البنايات (عددها 11 بناية) لا تزال ملكيتها تعود إلى الدولة الإسبانية. بعض البنايات التي خلفها الإستعمار الإسباني تم استغلالها بعد الاستقلال، وتم تحويلها إلى بنايات رسمية كمقر بلدية سيدي إفني الحالي وغيره. كما تم تحويل إحدى الكنائس الكبيرة إلى مقر للمحكمة حالياً، وأقيم في كنيسة ثانية بحي للامريم مسجد بعد ترميمه وتأهيليه.

### منارة سيدي إفني
تسمى محلياً بالفارو وتقع المنارة في وسط المدينة وهي عبارة عن برج مربع، مع معرض وفانوس، يرتفع المبنى من طابقين مطلية باللون الأبيض وقبة الفانوس سوداء مما يبرز الهندسة المعمارية الإيبيرية.

### تلفريك سيدي إفني
يرجع تاريخه إلى فترة التواجد الإسباني بالمدينة، وكان يربط السفن القادمة من إسبانيا بالبر لنقل البضائع والمسافرين، وقد كان بديلا للميناء البحري الذي لم تستطع إسبانيا تشييده حينها، بسبب ظاهرة الترمل التي تعيق رسو السفن.

### مطار سيدي إفني
مطار سيدي إفني يسمى محليا باسم "لابيسيون"، وقد كان يعرف حركة كبيرة للطائرات الإسبانية خلال فترة الإستعمار الإسباني للمدينة. أما وضعيته الحالية فهو موضوع نزاع قضائي. ويتم إستغلاله لهبوط المروحيات لنقل المرضى والحالات المستعجلة من سيدي إفني.

## السياحة

### الحدائق
- حديقة النصر بحي لالة مريم

## المناخ
متأثرا بتيار الكناري البارد، يعتبر مناخ سيدي إفني مناخ صحراوي بارد مع طقس معتدل إلى دافئ معظم السنة، وتساقطات جد ضعيفة تهطل فقط في فصل الشتاء ما بين شهري نونبر وأبريل، وتكون هذه التساقطات مهمة عندما يكون تذبذب شمال الأطلسي سالبا ويدفع بالعواصف خلال الشتاء من مناطق شمال الوسط المغربي نحو المنطقة.

## المجتمع

### السكان
تتواجد مدينة سيدي إفني في المجال الجغرافي لقبائل أيت باعمران وهي تعتبر حاضرتهم، ويسكن المدينة بالإضافة إليهم أعداد من الأجانب خاصة الإسبان المرتبطين بالمدينة.

### اللغة
حسب الإحصاء العام للسكان والسكنى لسنة 2014، اللغة السائدة بمدينة سيدي إفني هي الدارجة المغربية بنسبة 89.9%، وحسب نفس الإحصاء يستطيع 56.8% من السكان التحدث بتاشلحيت.

## الاقتصاد
يعتمد اقتصاد المدينة على الرواج الإقتصادي الذي يوفره الميناء من تصدير الأسماك خاصة السردين، وتوفير الشغل لليد العاملة المحلية. كما توفر أشجار الأركان ونبات الصبار فرص عمل موسمية خاصة للنساء القرويات. وتزدهر السياحة خاصة في فصل الصيف بالمدينة وضواحيها نظرا للطابع السياحي الفريد للمدينة ووجود شواطئ جميلة على طول الشريط الساحلي ونجد من بينها شواطئ ميراللفت ولكزيرة والشاطئ الأبيض.

## وصلات خارجية
- الصفحة الرسمية للجماعة الحضرية سيدي إفني في فايسبوك